# Allentsteig
Allentsteig est une commune autrichienne du district de Zwettl en Basse-Autriche. La petite ville est connue pour son vaste site d'entraînement militaire s'étendant au sud du territoire.

## Géographie
La ville se situe au centre du Waldviertel, région rurale et forestière au nord-ouest de la Basse-Autriche. Le centre-ville se trouve à 15 kilomètres à l'ouest de Zwettl, à 60 kilomètres au nord de la capitale provinciale de Sankt Pölten, et à 95 kilomètres au nord-ouest de Vienne.

## Histoire
Déjà à l'époque du premier duché de Bavière, au VIIIe siècle, les forces franques ont colonisé la région qui a été définitivement incorporée dans l'Empire carolingien à la suite de la victoire de Charlemagne dans les guerres contre les Avars. Après que les invasions des Magyars avaient été refoulées par les troupes germaniques, elle passa sous la domination des margraves d'Autriche issus de la maison de Babenberg.

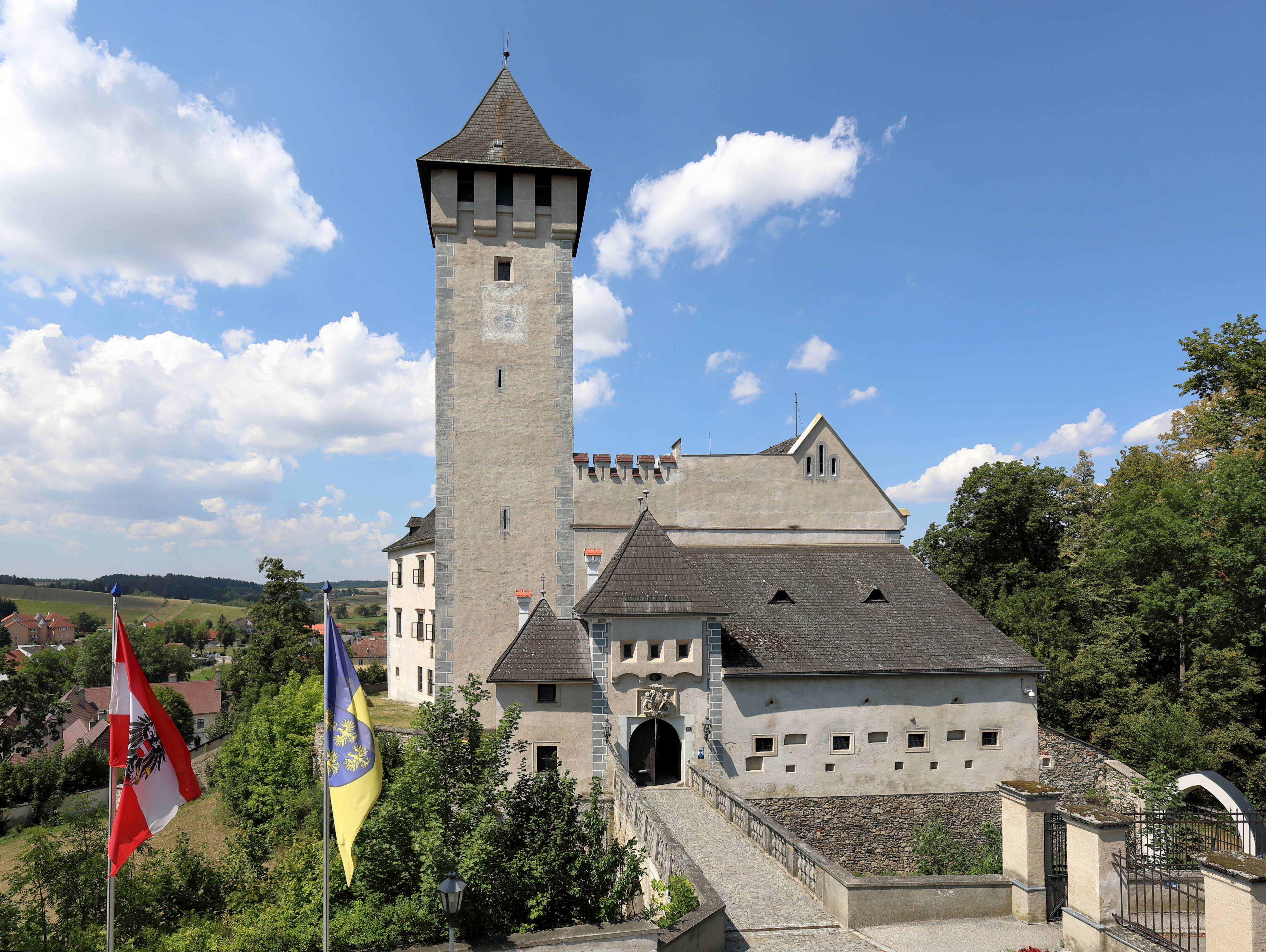
Le château d'Allentsteig.

Au XIe siècle, les seigneurs de Kuenring, ministériels des Babenberg, firent construire le château d'Allentsteig. La paroisse est mentionnée pour la première fois en 1132. En 1332, le domaine a été acquis par Eberhard V von Walsee, gouverneur au service du duc Albert II d'Autriche. La forteresse fut occupée par les troupes du roi Matthias Corvin au cours de son expédition militaire contre l'empereur Frédéric III en 1486.
Au XVIe siècle, la Réforme protestante se répandit dans la région. En conséquence, le château et la bourgade d'Allentsteig furent dévastés par l'armée impériale des Habsbourg pendant la guerre de Trente Ans. En 1884, la maison de Liechtenstein prend possession de la propriété.
Immédiatement après l’Anschluss en 1938, la Wehrmacht fait évacuer sept mille personnes (42 villages) pour construire un vaste terrain d'essai s'étendant jusqu'à la commune voisine de Pölla au sud. Ce camp militaire (Truppenübungsplatz Allentsteig) sera l'un des plus vastes centres d'entraînement en Europe. C'est là qu'aurait vécu Maria Anna Schicklgruber (1795-1847), la grand-mère d'Hitler, et qu'elle serait enterrée au cimetière de Döllersheim . Le camp sera récupéré en 1957 par l'armée fédérale autrichienne. La végétation a peu à peu recolonisé les anciens villages. Sur les 160 km2 de terrain, 80 % sont déclarés « minés  », en fait contenant des munitions non explosées, datant pour les plus anciennes de l'époque où la Wermarcht s'y entrainaient, puis après-guerre de l'époque où l'armée russe a aussi utilisé le terrain comme lieu d'entrainement.

## Environnement
La nature reconquiert une grande partie de l'espace, avec quelques espèces rares, dont le Triops cancriformis

## Personnalités liées à la commune
- Doris Schwaiger (née en 1985), joueuse de beach-volley ;
- Stefanie Schwaiger (née en 1986), joueuse de beach-volley.